# 紅坦克 (漫威漫畫)
紅坦克（英語：Juggernaut），本名凱因·馬可（Cain Marko），是一名在漫威漫畫中出現的虛構超級反派，由作家史丹·李和藝術家傑克·科比所創作。紅坦克於《不可思議的X戰警》#12中首次登場，為X教授的繼兄。
2008年，Wizard將紅坦克列為漫畫角色二百強排名第188名。2009年，IGN將紅坦克列為漫畫反派百強排名第19名。

## 人物
凱因·馬可是X教授查爾斯·賽維爾的繼父寇特·馬可的兒子，寇特在查爾斯的父親過世後與其母沙朗交往並結婚，兩人因此成了繼兄弟，但寇特偏愛優秀出色的查爾斯並虐待凱因，這致使凱因從小就欺負查爾斯。
1950年，韓戰爆發，凱因與X教授被軍方徵召參戰，膽小的凱因偷偷往戰場附近的一個洞穴裏休息，洞穴裏有一個古老的邪神賽托拉克的神殿，神殿裏的黃金雕像上放了一顆紅寶石，貪心的凱因希望把紅寶石據為己有，觸摸到紅寶石後獲得邪神賽托拉克的能力，身體也變為緋紅色，而且力大無窮，後來才得知這顆紅寶石就是賽托拉克所創造的深紅寶石，能讓持有者獲得他的加護變得力大無窮且身體堅不可摧。
凱因嫉恨比自己還優秀的弟弟查爾斯，因此在得到力量后自稱“紅坦克”並一直與X教授率領的X戰警作對。
紅坦克同時亦是蜘蛛人、浩克和雷神索爾的對手。

## 能力
紅坦克因為獲得了邪神賽托拉克的加護而擁有刀槍不入的身體，金鋼狼的亞德曼合金爪或雷神索爾的雷電都無法對他造成傷害，就如其名一樣，他最愛的攻擊方式就是利用自己的強壯肉體猛力衝刺來撞碎眼前的目標。
賽托拉克給予的力量亦使他力大無窮，其力量甚至跟浩克和索爾等人不相伯仲。

## 其他媒體

### 電視
- 《蜘蛛俠和他的驚奇朋友》：由威廉·馬歇爾（英语：William Marshall (actor)）配音。
- 《X戰警：幻影貓（英语：X-Men: Pryde of the X-Men）》：由羅恩·甘斯（英语：Ron Gans）配音。
- 《X戰警：進化》：由保羅·多布森（英语：Paul Dobson (actor)）配音[3]。
- 《金鋼狼與X戰警（英语：Wolverine and the X-Men (TV series)）》：由弗雷德·塔賽歐塔爾（英语：Fred Tatasciore）配音。
- 《Q版大英雄》：由湯姆·肯尼配音[4]。
- 《黑豹（英语：Black Panther (TV series)）》：由彼得·勞瑞（英语：Peter Lurie）配音。
- 《終極蜘蛛俠》：由凯文·迈克尔·理查森配音。

### 電影
- X戰警電影系列
  - 《X戰警：最後戰役》（2006年）：由維尼·瓊斯飾演。
  - 《死侍2》（2018年）[5]：由萊恩·雷諾斯聲演及動作捕捉[6]。
- 漫威電影宇宙
  - 《死侍與狼人》（2024年）

### 遊戲
- 《蜘蛛人：破碎次元》：紅坦克為關卡BOSS之一，由麥特・威利格配音[7]。
- 《漫威英雄 Online》：玩家創角時可選擇紅坦克為遊戲角色，或另付費購買。
- 《乐高漫威超级英雄》：電子遊戲，由Andrew Kishino配音[8]。
- 《Marvel：終極聯盟（英语：Marvel: Ultimate Alliance）》：電子遊戲。
- 《漫威大戰卡普空（英语：Marvel vs. Capcom）》系列：街機電子遊戲。
- 《漫威：未來之戰》：手機遊戲，紅坦克是玩家可使用角色之一。
- 《漫威超級戰爭》

## 外部連結
- Juggernaut （页面存档备份，存于） 漫畫書數據庫
- Juggernaut （页面存档备份，存于） 超級英雄數據庫
- Marvel Comics Database: Juggernaut （页面存档备份，存于）